# 키온 존슨

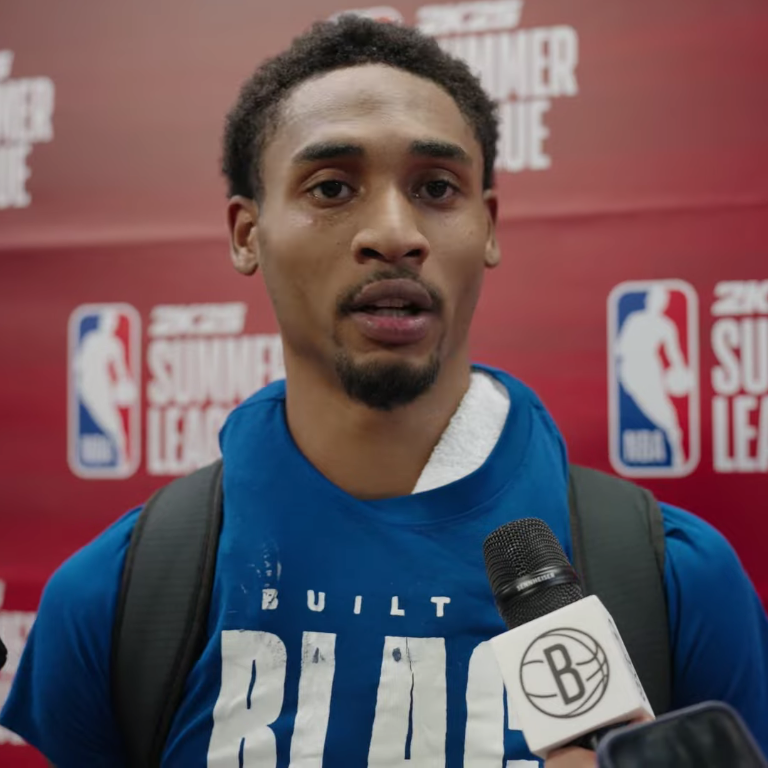

키온 존슨(Keon Johnson, 본명: 크리스토퍼 키온 존슨, Christopher Keon Johnson)은 전미 농구 협회(NBA) 브루클린 네츠의 미국 프로 농구 선수이다. 테니시 볼룬티어스(Tennessee Volunteers)에서 대학 농구를 했다.

## 어린 시절과 고등학교 경력
고등학교에 입학하기 두 달 전, 존슨은 네 손가락에 개방성 골절을 입었고 불꽃놀이 사고로 약 10피트 높이로 던져져 의식을 잃었다. 그는 손의 혈관을 복구하고 절단을 피하기 위해 수술을 받았고, 8주간 집중적인 물리치료를 받았다.
존슨은 테네시 주 벨 버클에 있는 더 웹 스쿨에서 고등학교 농구를 했다. 2학년 시즌에 그는 경기당 평균 25.6득점, 10.2리바운드, 4.1어시스트를 기록하여 디비전 II-A 테네시 미스터 바스켓볼 영예를 얻었다. 주니어 시절 존슨은 경기당 평균 25.3득점, 9.4리바운드, 3.7어시스트를 기록하며 팀을 디비전 II-A 주 준결승으로 이끌었다. 디비전 II-A 테네시 미스터 바스켓볼을 되풀이했다. 시니어 시즌 초 존슨은 시즌 종료 반월판 부상을 입었다. 4경기에서 그는 경기당 평균 30.5득점, 10.5리바운드, 5.8어시스트를 기록했다.

### 리크루트
2019년 8월 6일, 존슨은 오하이오주와 버지니아주 등의 제안을 통해 테네시에서 대학 농구를 하기로 약속했다. 고등학교 경력이 끝날 무렵 존슨은 주요 모집 서비스에서 합의된 5성 모집이자 2020년 클래스에서 테네시에서 가장 높은 순위의 선수로 평가되었다. 2013년 로버트 허브스 3세(Robert Hubbs III) 이후 테네시로 이적한 최초의 주 내 최고 유망주가 되었다.

## 프로 경력
- 로스앤젤레스 클리퍼스(2021~2022)
- 포틀랜드 트레일블레이저스(2022~2023)
- 브루클린 네츠(2023~현재)